# 동 쥐앙

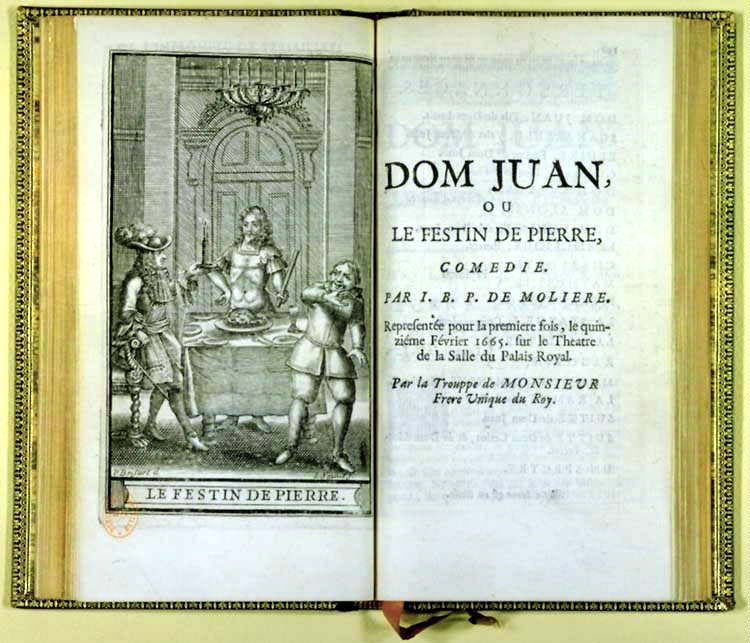
동 쥐앙 검열판

동 쥐앙(Dom Juan, Dom Juan ou le Festin de Pierre)은 스페인의 돈 후안 전설에 기반을 둔 몰리에르의 대표작이다. 1665년에 초연되었다. 몰리에르는 동 쥐앙을 사회적 규범과 종교적 도덕에 도전하는 유혹적이고 반항적인 귀족으로 묘사한다. 공연은 대성공을 거둔다. 이후 모차르트가 곡을 붙인 오페라 <돈 조반니>가 또 한 번 성공하며 ‘동 쥐앙’은 불멸의 캐릭터로 자리매김한다.

## 설명
‘플레이보이(playboy)’, ‘호색한(好色漢)’ 등 동서양을 막론하고 여성 편력 기질을 가진 남자를 지칭하는 표현이 다양하게 존재한다. 역사상 실존했던 인물 가운데는 프랑스 사드 후작, 이탈리아의 카사노바가 유명하다. 특히 카사노바는 호색한 이미지를 세계적으로 확산시켜 바람둥이의 대명사로 굳어졌는데 문학과 예술에서 이에 필적하는 캐릭터가 ‘동 쥐앙’이다. 연극 주인공으로 탄생한 동 쥐앙은 발원지 스페인을 벗어나 이탈리아, 프랑스를 거친 다음 유럽 전역으로 확산되는 공간적 확장에 성공한 것과 더불어 연극을 넘어 오페라, 시, 소설, 영화 등 다양한 장르에서 재해석된 끝에 하나의 신화가 되었다.
몰리에르는 〈타르튀프〉 초연 이후 강력한 종교계 반발을 직면한다. 몰리에르를 절대적으로 지지해 온 루이 14세도 종교계의 성화에 못 이겨 〈타르튀프〉 공연을 금지했다. 몰리에르는 작가로서 위신이 상한 데다 극단 운영이 어려울 만큼 심각한 재정 위기를 맞게 된다. 극단 정상화를 위해 몰리에르가 기획한 작품이 바로 〈동 쥐앙〉이다. 앞서 스페인 극작가 티르소 데 몰리나가 〈세비야의 난봉꾼과 석상의 초대 손님〉에서 묘사한 돈 후안 캐릭터가 동 쥐앙 신화의 초석이 되었다.
이 작품으로 몰리에르는 최고 수입을 거둬들이며 극단 재정 악화를 만회했다. 무대는 화려했다. 동 쥐앙에게 희생당한 석상을 등장시키고 움직이게 하는 기계장치가 등장했고, 사후 세계를 연출하기 위한 특수 효과가 동반되었다. 여기에 연출가 몰리에르는 무대를 장식할 그림을 별도로 주문하기도 한 것으로 전해진다.
18세기 들어 동 쥐앙은 연극을 넘어 다른 장르에서 다양하게 변주된다. 특히 로렌초 다 폰테가 대본을 쓰고 모차르트가 작곡한 오페라 〈돈 조반니〉가 대단히 성공했다. 두 사람이 합작해 보마르셰의 걸작 〈피가로의 결혼〉을 가극으로 제작해 성공한 지 불과 1년 만이었다. 모차르트의 〈돈 조반니〉 성공 이후 동 쥐앙 소재는 연극과 오페라를 넘어 소설과 시 장르에서도 다양하게 재해석되어 이른바, ‘동 쥐앙 신화’라는 표현까지 만들어진다. 호프만의 〈동 쥐앙〉, 푸시킨의 〈석상의 손님〉, 레나우의 〈동 쥐앙〉, 보들레르의 시 〈지옥의 동 쥐앙〉, 메리메의 산문 《연옥(煉獄)의 영혼들》, 바르베 도르비이의 산문 《동 쥐앙의 가장 아름다운 사랑》 등이 그 사례다.